# 소니스 스파이더맨 유니버스
소니스 스파이더맨 유니버스(영어: Sony's Spider-Man Universe, SSU)는 마블 코믹스가 발행하는 미국의 만화책 중 소니 픽처스가 보유하거나 배급하고 컬럼비아 픽처스가 제작하는 실사 슈퍼히어로 영화 세계관이다.
《어메이징 스파이더맨》 영화 시리즈의 스핀오프로 계획되어 있던 베놈의 실사 영화화 구상은 스파이더맨이 마블 시네마틱 유니버스 (MCU) 참전에 의해 시리즈 계획과 함께 무산되었다. 그 후, 《스파이더맨: 홈커밍》과 세계관을 공유하지만 MCU와 관계 없는 스파이더맨 자체 유니버스로 제작이 발표되었다.
2018년, 첫번째 작품인 《베놈》이 공개되었다.

## 작품 목록

### 개봉
- 《베놈》 (2018)
- 《베놈: 렛 데어 비 카니지》 (2021)
- 《모비우스》 (2022)
- 《마담 웹》 (2024)
- 《베놈: 더 라스트 댄스》 (2024)
- 《크레이븐 더 헌터》 (2024)

### 개봉 예정
- 엘 무에르토 (가제)
- 블랙 캣 (가제)

## 같이 보기
- 스파이더맨의 영화 작품